# Theodor Anton Bergen
Theodor Anton Bergen, född 23 januari 1882, död 1957, var en svensk ingenjör och arkitekt. Enligt Stadsmuseet i Stockholm var han vid tiden en av Sveriges främsta industrihusarkitekter.

## Biografi

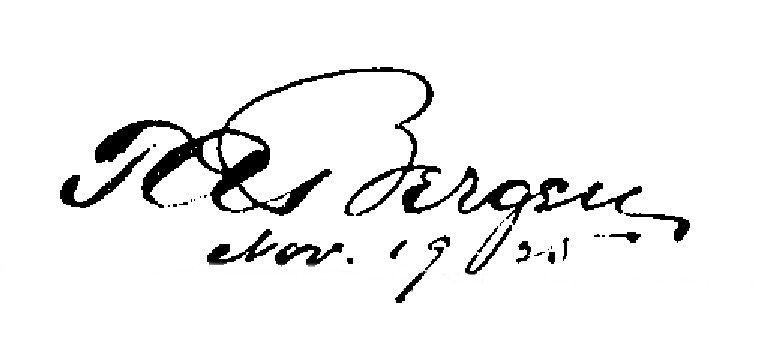
Namnteckning, 1925

Bergen var utbildad elektroingenjör och värvades 1914 till AB Industribyrån i Stockholm för att bygga upp deras nya byggnadstekniska avdelning. Redan 1897, som 15-åring, reste han till USA för att studera och efter studieåren börja arbeta med industriplanering. 1909 återvände han till Sverige och introducerade här det tayloristiskt influerade industribyggande (uppkallad efter den amerikanska ingenjören Frederick Winslow Taylor). 
För en effektiv industridrift var, enligt Bergen, planlösningen avgörande. Tillverkningsförloppet i en fabrik skulle utformas i tayloristisk anda med en väldefinierad väg för produkten och materialet genom byggnaden. Ofta stod han själv för planritningarna medan arkitekter anlitades för utformningen av fasaderna. 
Bergen var under många år chef för den byggnadstekniska avdelningen vid AB Industribyrån. 1947 upptas han fortfarande som chef där. Byrån hade flera avdelningar ”för alla frågor rörande industriell organisation och ekonomi”. Under hans arbetsområden föll bland annat planering, ritningar, kontrollantskap och arbetsledning, dessutom värderingar, utredningar och anvisningar av industritomter. Byrån kom att rita ett stort antal industribyggnader runtom i landet och fick där en ledande roll. Förebilderna till Industribyråns arkitektur hämtades från USA och Tyskland. Resultatet blev en blandning mellan amerikansk rationalitet och tysk saklighet.
Bergen skrev även fackboken: Grunddragen för planering, konstruktion, uppförande och utrustning av industribyggnader enligt rationella principer, av T. A. Berger; med förord av Axel F. Enström, 329 sidor (1918). Därifrån härrör följande citat:
| ” | Byggnaderna måste betraktas såsom en del av en enda stor industriell maskin, i hvilken var och en av de många arbetarna och verktygen uppfyller sin bestämda funktion, och vars syfte bör vara att möjliggöra ett harmoniskt samarbete, ägnat att vinna största möjliga effekt, med minsta möjliga kostnad. | „ |

## Arbeten i urval (nybyggnader samt om- och tillbyggnader)
- AGA-fabriken på Lidingö (fasader: Erik Hahr).[4]
- Tobaksmonopolets byggnader i Stockholm (fasader: Eskil Sundahl).[5]
- Tobaksmonopolets hus i Göteborg (fasader: Cyrillus Johansson)
- Wilhelm Beckers gamla förbandsfabrik i Liljeholmen (fasader: Carl-Robert Lindström).
- Wilhelm Beckers gamla huvudkontor i Liljeholmen.[6]
- Esseltes före detta kontors- och lagerhus (nedbrunnet 1929 och 1932 ersatt av ett nytt industrihus ritat av Ture Wennerholm)
- Kvarteret Simonsland, Borås.
- Helmer Ekmans kartongfabrik, kvarteret Örlogsmannen 10, Jönköping, 1931.
- Nordiska Syrgasverken AB, kvarteret Ödlan 21, Jönköping, 1950-tal[7]

## Bilder

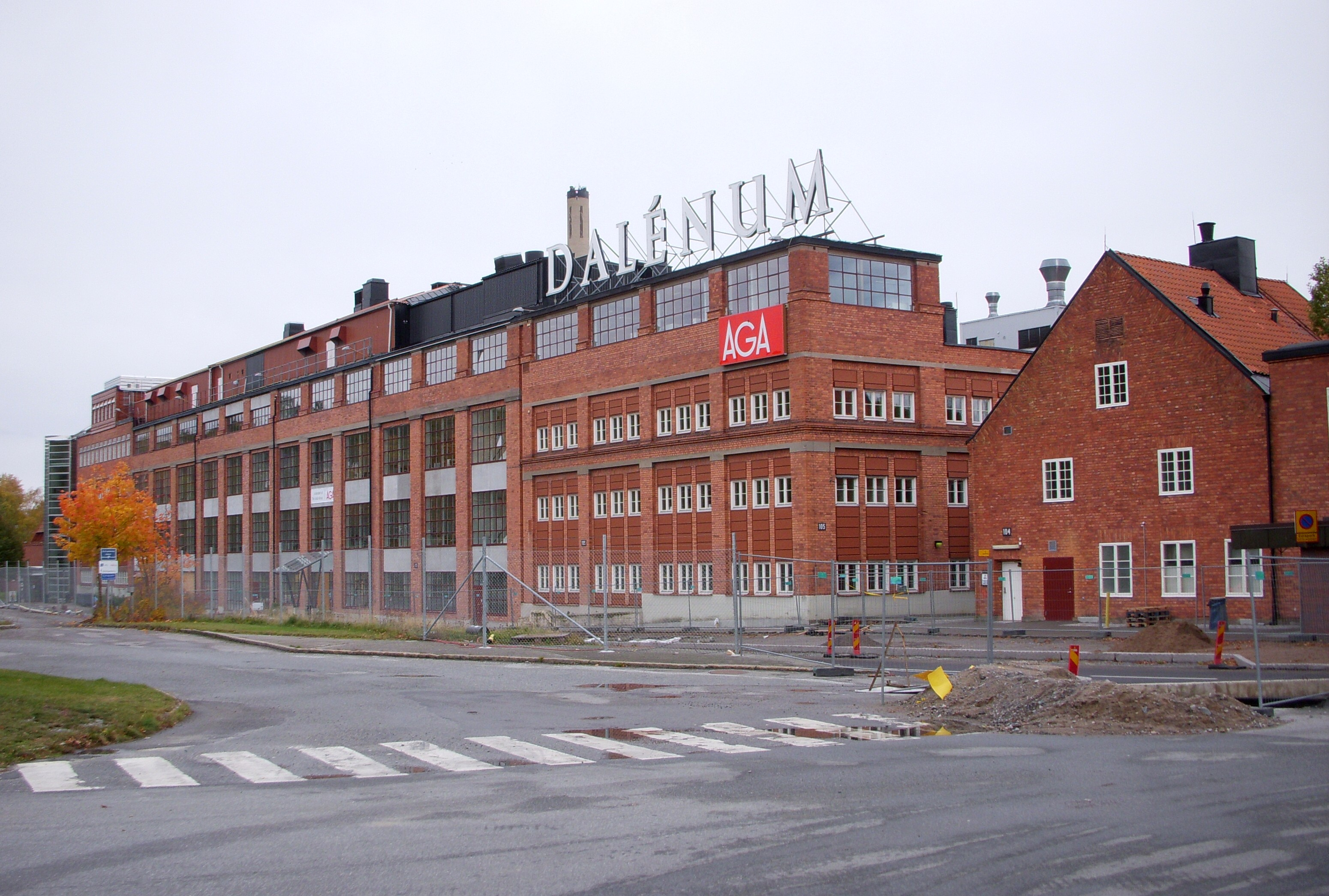
AGA-fabriken, Lidingö.
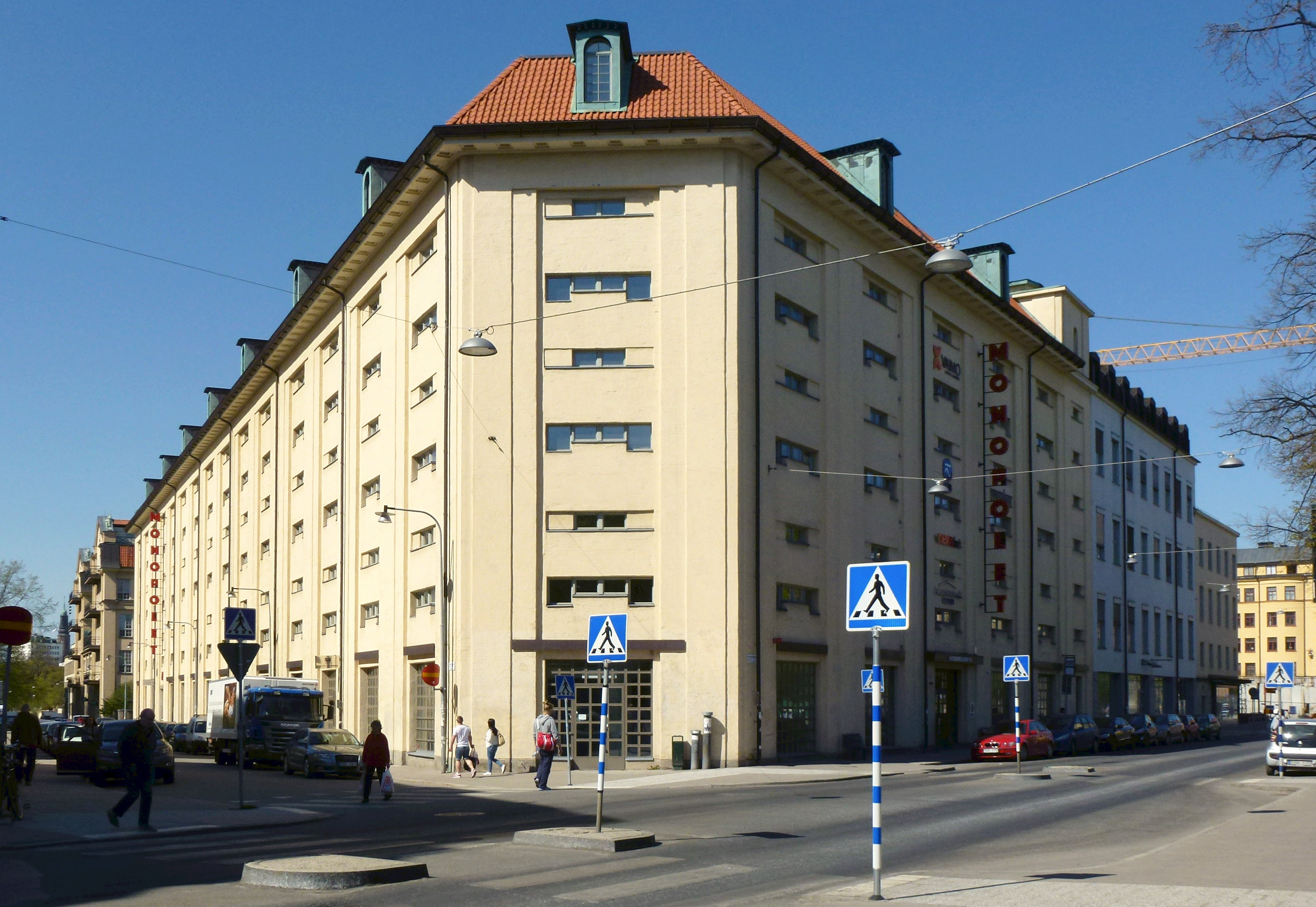
Tobaksmonopolet, Stockholm.
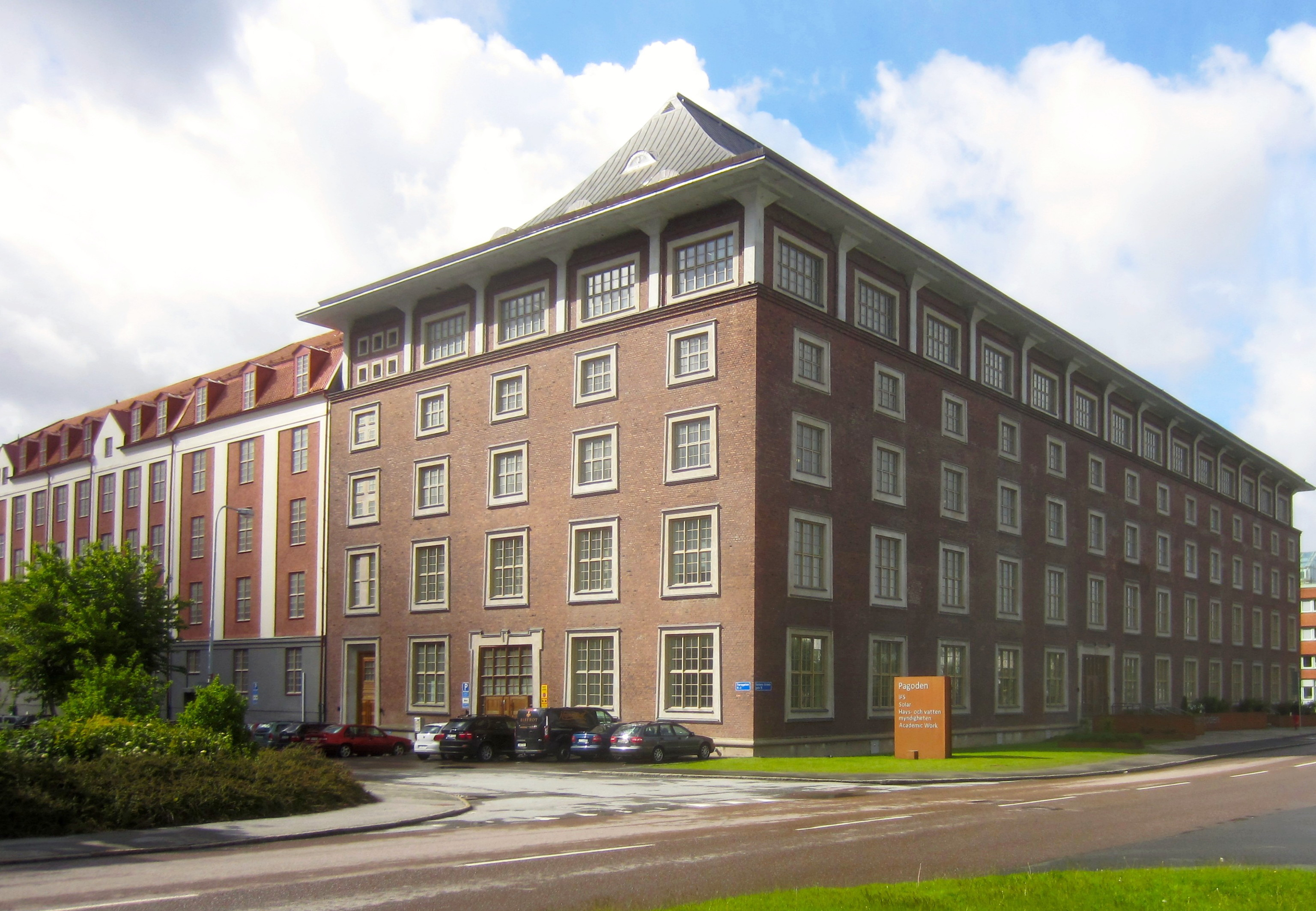
Tobaksmonopolet, Göteborg.
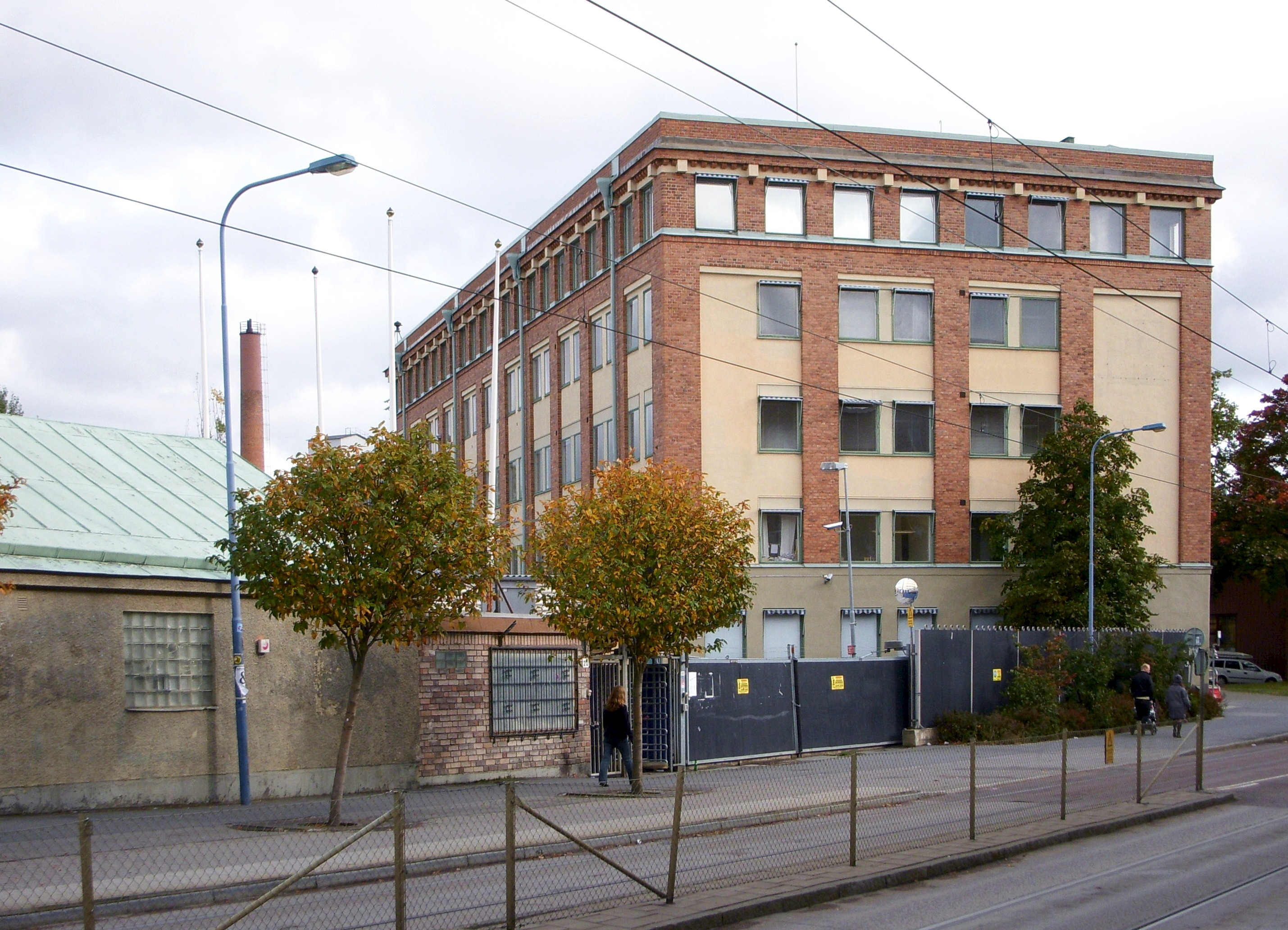
AB Wilh. Beckerers kontorshus, Stockholm.